# Шомон (Шер)
Шомон (фр. Chaumont) насеље је и општина у централној Француској у региону Центар (регион), у департману Шер која припада префектури Сент Аман Монрон.
По подацима из 2011. године у општини је живело 48 становника, а густина насељености је износила 22,75 становника/km². Општина се простире на површини од 2,11 km². Налази се на средњој надморској висини од 260 метара (максималној 268 m, а минималној 214 m).

## Демографија
| 1962. | 1968. | 1975. | 1982. | 1990. | 1999. | 2011. |
| ----- | ----- | ----- | ----- | ----- | ----- | ----- |
| 64    | 78    | 60    | 48    | 37    | 49    | 48    |

График промене броја становника у току последњих година